# Niederwichtrach

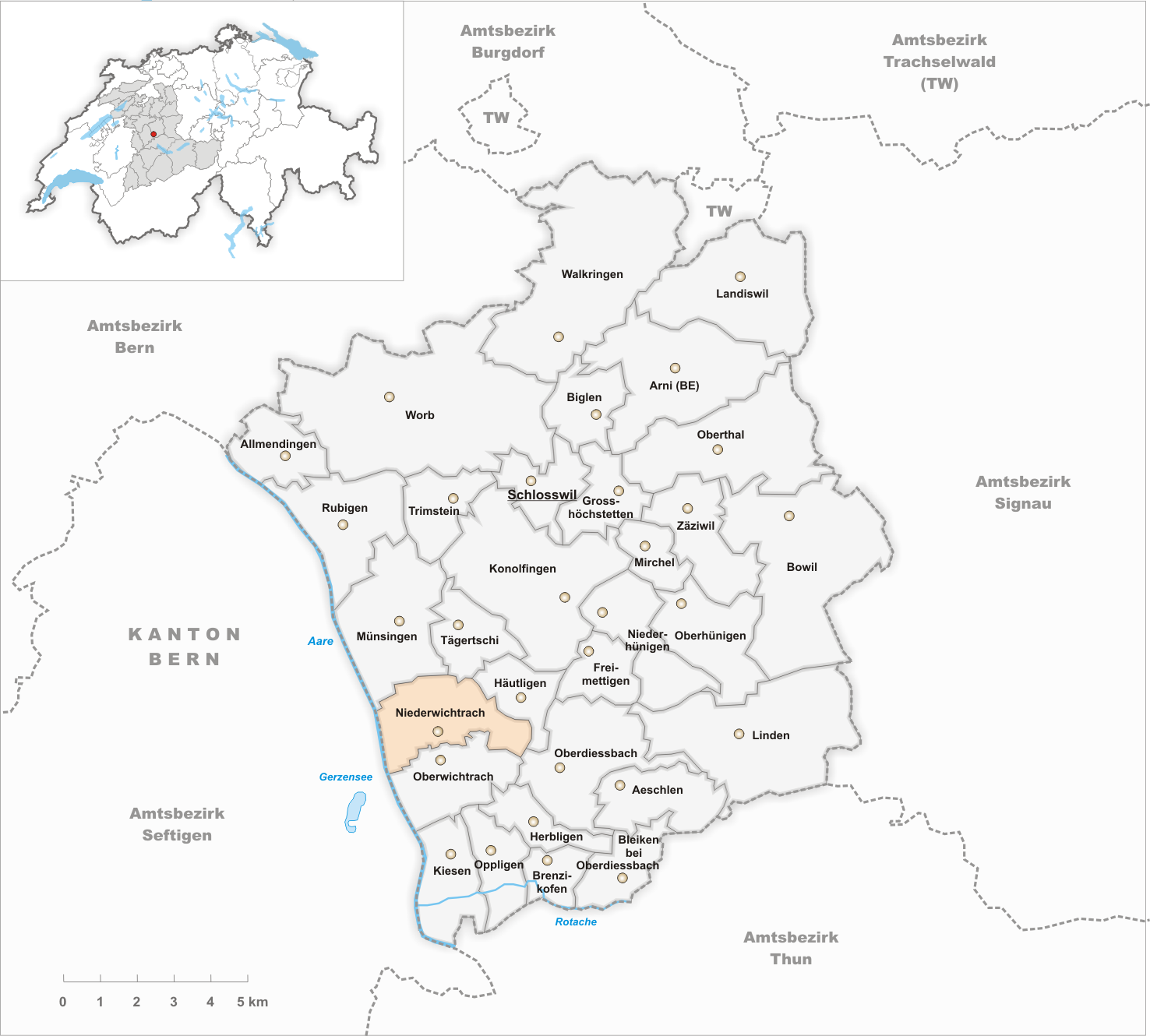
Gemeindestand vor der Fusion am 1. Januar 2004

Niederwichtrach ist eine Ortschaft der Gemeinde Wichtrach im Verwaltungskreis Bern-Mittelland des Kantons Bern in der Schweiz. Am 1. Januar 2004 wurde die ehemalige Gemeinde zur Gemeinde Wichtrach fusioniert.

## Verkehr
Niederwichtrach verfügt über gute Verkehrsverbindungen. Die Bern–Thun-Bahn (ab 1859) und die Autobahn (ab 1972) lockten ab 1970 Zuzüger an; es entstanden Wohnbauten im Dorf und das Neuquartier Fuhren.

## Sehenswürdigkeiten

Luftbild aus 200 m von Walter Mittelholzer (1925)